# Clyde M. Reed
Clyde M. Reed (Champaign, 1871. október 19. – Parsons, 1949. november 8.) az Amerikai Egyesült Államok szenátora (Kansas, 1939–1949).